# Alghu
Alghu, mort en 1266, est un prince mongol de la maison des Djaghataïdes, qui a régné sur le khanat de Djaghataï de 1261 à sa mort.

## Biographie
Il est le fils de Baïdar, le second fils de Djaghataï.
En 1261, Ariq Boqa est en guerre contre son frère Kubilai Khan pour la succession au titre de grand khan de l'empire mongol. Maître de la Mongolie, il dépossède Orghana Qatun et son fils Mubarak Shah et place Alghu à la tête du khanat de Djaghataï, le chargeant de marcher avec son armée vers l’Amou-Daria pour empêcher que le khan mongol de Ilkhanides (en Perse), Houlagou, vienne au secours de Kubilai.
À la fin de l’année 1262, Ariq Boqa exigeant de plus en plus de tribut du khanat de Djaghataï, Alghu fait exécuter ses collecteurs et se range aux côtés de Kubilai. Il remporte un premier succès en battant l'avant garde près de Poulad ou Bolod, entre le Saïrâm et l'Ebinor. Se croyant victorieux, il licencie ses troupes et retourne à la résidence de l'Ili. Aric Boga, envoie une nouvelle armée commandée par un de ses lieutenants, qui envahit le bassin de l'Ili et occupe Almaligh. Alghu s'enfuit alors vers Kachgar et Khotan, plus au Sud.
Il est ensuite obligé de céder du terrain et de se replier sur Samarcande (1262-1263). Ariq Boga fait ravager la région de l'Ili, tuant les partisans d'Algu, une famine éclate alors et plusieurs de ses officiers abandonnent le contingent. Ses troupes se rallient à Alghu, et qu’il est contraint de lui demander la paix. Mais le khan de la Horde d'or, Berké, allié d’Ariq Boqa contre Kubilai, reste en guerre contre Alghu. 
En 1263, Orghana Qatun se rend à la cour d’Ariq Boqa, à Almaligh, pour protester contre sa destitution et la nomination d’Alghu à la tête du khanat de Djaghataï. Ariq Boqa l’envoie comme messagère auprès d’Alghu, à Samarcande. Orghana plaît à Alghu, qui l’épouse. L’économe d’Orghana, Mahmoud Yalawatch, trouve alors le moyen de lever des tributs dans les grandes villes du Turkestan occidental. Alghu réussit à repousser une attaque de Qaïdu, autre allié d'Ariq Boqa, puis participe à la victoire de Kubilai en 1264.
En 1265, il sort victorieux de la guerre contre Berké. Il lui enlève Otrar et le Khwarezm et les territoires à l’est de l’Aral.
À sa mort, en mars 1266, Orghana met sur le trône Mubarak Shah, fils qu’elle avait eu de Kara Hülegü.